# سوزان لینچ
سوزان لینچ (انگلیسی: Susan Lynch؛ زادهٔ ۵ ژوئن ۱۹۷۱) هنرپیشه اهل ایرلند شمالی است.
از فیلم‌هایی که وی در آن نقش داشته است، می‌توان به از جهنم، الیزابت: دوران طلایی، آب مقدس، موجودات زیبا، آرزوهای بزرگ، نورا، خانه نوزادان و زمان بیکاری کرد.